# Telling Lies
Telling Lies est un jeu vidéo narratif développé par Sam Barlow et publié par Annapurna Interactive. Le jeu est sorti le 23 août 2019 sur Windows et macOS. Comme avec le titre précédent de Barlow, Her Story, le jeu utilise le full motion video centré sur quatre personnages adultes joués par Logan Marshall-Green, Alexandra Shipp, Kerry Bishé et Angela Sarafyan et une petite fille, Vivien Blair. Les relations entre eux s'établissent au travers d'appels vidéo. Le joueur doit utiliser les outils fournis par le jeu pour reconstituer les événements et appréhender les mensonges de chacun.

## Système de jeu
Barlow décrit Telling Lies comme un "thriller de bureau" comme Her Story, dans lequel le joueur est impliqué dans un drame qui se joue à travers des clips vidéo et d'autres informations présentées sur un bureau d'ordinateur virtuel. Telling Lies fournit au joueur de nombreux segments vidéo qui, dans le récit du jeu, couvrent une période de deux ans et ont été stockés sur un disque dur volé pris à la NSA. Le joueur a la possibilité de rechercher des centaines de segments vidéo grâce à des mots-clés afin de reconstituer des chronologies, des événements et des interactions. Le but étant de comprendre pourquoi les quatre personnes centrales ont fait l'objet d'une surveillance électronique, ainsi que le rôle du personnage-joueur dans ces événements.
Ce personnage apparaît comme une femme et peut être aperçu dans le reflet virtuel de l'écran d'ordinateur du jeu. Un même procédé est utilisé dans Her Story.
Cependant, ces clips ne fournissent que la vidéo et l'audio d'un participant de la conversation, obligeant le joueur à déterminer quels clips pourraient correspondre aux autres participants, ainsi que les interactions potentielles avec environ 30 autres personnes,.
Les joueurs peuvent avancer ou reculer dans les clips vidéo, mettre en surbrillance certains mots-clés des sous-titres vidéo pour les utiliser comme terme de recherche et conserver les notes dans un bloc-notes en jeu. Par ce mode de recherches, le joueur pourra trouver d'autres vidéos, qui s'ouvriront pile sur le moment où le mot recherché est prononcé.
Barlow a estimé que Telling Lies est environ quatre à cinq fois plus long que Her Story.

## Développement
Le travail de Sam Barlow sur Telling Lies a débuté en janvier 2016 en tant que successeur spirituel de Her Story, le récit n'ayant aucun lien avec le premier jeu, même s'il continuera d'utiliser la full motion video comme élément central du jeu,. Beaucoup souhaitaient une suite directe à Her Story, avec un autre mystère et un autre acteur. Barlow voulait quelque chose de plus risqué tout en exploitant les aspects de Her Story où le joueur doit visionner de nombreux clips vidéo pour en savoir plus sur le personnage principal.
Le thème central de la surveillance électronique lui est venu par le fait d’être lui-même père et de vouloir suivre les activités en ligne de son propre fils, pré-adolescent. En s'informant sur les méthodes de surveillance employées par la NSA et le MI5, Sam Barlow a découvert le programme Optic Nerve et ses multiples similitudes avec Her Story, notamment la possibilité de rechercher des données audio et vidéo à l'aide de mots-clés.
En juillet 2017, Sam Barlow a annoncé que le jeu, intitulé Telling Lies, comporterait trois à quatre personnages principaux. Il décrit le jeu comme une combinaison des films The Conversation (1974) et Shame (2011). Le jeu est publié par Annapurna Interactive et le tournage du jeu commence fin 2017 ou début 2018.
Pour le tournage, Sam Barlow souhaitait que les conversations entre les personnages paraissent naturelles, filmant idéalement les deux acteurs en train de converser, mais dans des lieux différents. Pour ce faire, ils ont été en mesure de louer une enceinte comportant un certain nombre de maisons et d’édifices différents qu’ils pouvaient faire correspondre aux endroits indiqués dans le scénario, y compris les scènes où des déplacements étaient nécessaires. De cette façon, les acteurs ont enregistré leurs lignes à leurs emplacements respectifs par vidéoconférence ; Sam Barlow et les autres réalisateurs se déplaçaient entre les plateaux pour donner les directives. Le tournage a été effectué principalement dans l’ordre chronologique de l’histoire, avec plus de 100 heures de prises de vues. Dix heures seulement ont été utilisées pour le jeu lui-même.
En mars 2019, Barlow a publié la première bande-annonce du jeu, en déclarant viser une sortie mi-2019. Le jeu est sorti le 23 août 2019.

## Accueil
En septembre 2020, Annapurna Interactive commercialise le jeu au format physique au sein d'une collection de huit titres qui ont fait le succès de la jeune structure d'édition :  Kentucky Route Zero, What Remains of Edith Finch, Gorogoa, Sayonara Wild Hearts, Outer Wilds, Donut County et Wattam.